# Аркитекто Рикардо Этчеверри
«Аркитекто Рикардо Этчеверри» (исп. Estadio Arquitecto Ricardo Etcheverry) — футбольный стадион, расположенный в столице Аргентины Буэнос-Айресе. С 1905 года — домашняя арена местной команды «Феррокарриль Оэсте», выступающей в Примере B Насьональ.

## История
Официально арена была открыта 2 января 1905 года, что делает её старейшей в стране.
21 апреля 1907 года команда «Феррокарриль Оэсте» провела первый матч на этом стадионе, сыграв вничью с клубом «Ривер Плейт» 2:2.
В том же году стадион принял финальный матч за Кубок равной конкуренции между клубами СУРКК (Монтевидео, Уругвай) и «Алумни Атлетик Клуб» (Аргентина), завершившийся со счетом 3:1 в пользу гостей.
Поскольку у «Алумни» не было собственного стадиона, в 1907—1909 годах клуб проводил свои домашние игры на поле «Феррокарриль Оэсте».
В период выступления клуба в Примере B Метрополитана — тогдашнем втором дивизионе первенства Аргентины, многие команды Примеры проводили на нём свои домашние встречи.
В сентябре 1931 года на стадионе произошёл крупный пожар, в результате чего арена была практически полностью уничтожена и подвергнута капитальной реконструкции.
В 1940—х—1950—х годах на арене также проводились гонки на миджет-карах.
В 1972 году руководство клуба построило под стадионом спортзал.

## Регби
На стадионе также проводились контрольные матчи национальной сборной Аргентины по регби (Los Pumas) в 1970-х и 1980-х годах, в которых Аргентина играла, среди прочего, с регбийными сборными Ирландии, Новой Зеландии, Франции и Австралии. Именно на этом стадионе Аргентина добилась заметных побед над Австралией в разные годы и Францией (1985), а также знаменитой ничьей 21–21 против All Blacks в 1985 году.

## Неспортивные мероприятия
С 1980—х годов на арене начали проходить концерты звёзд местной эстрады. В 1982 году свой концерт на «Аркитекто Рикардо Этчеверри» в присутствии 25 000 зрителей дал популярный аргентинский певец Чарли Гарсия.
Первыми зарубежными музыкантами, выступившими на арене, стали в 1987 году участники британской группы «The Cure».
В 1995, 1997 и 2005 годах арена была местом проведения международного фестиваля «Monsters of Rock».
Помимо этого на «Аркитекто Рикардо Этчеверри» выступала культовая аргентинская рок—группа «Rata Blanca».